# TAKE 6
TAKE 6（テイク6、テイク・シックス、Take 6）は、6人組の男性コーラス・グループ。
ジャズにゴスペル、R&Bの要素を持つ音楽性である。

## 来歴
1980年にアメリカアラバマ州のクリスチャン学校、オークウッド・カレッジに在学していたクロード・マックナイトを中心に結成された4人組の「ジェントルメンズ・エステート・カルテット」というグループが元となる。学校のトイレで練習をすることが多く、ある日いつもどおりトイレで練習しているとトイレにいたマーク・キブルが彼らのハーモニーに合わせて歌い、これがきっかけとなりメンバーに加わる。さらにキブルの紹介でマーヴィン・ウォーレンが加わり、6人組となり、グループ名を「アライアンス」とした。学校生活の中でメンバー・チェンジが幾度もなされ、1986年頃にデイヴィッド・トーマス、セドリック・デント、アルヴィン・チーアが加わり、1987年に「TAKE 6」としての形を成した。
彼らはゴスペルを重要視したいということから、ゴスペル専門のレーベル対象にショーケースを行ったり、デモ・テープを送ったりした。ア・カペラ（無伴奏）で演奏されていたことによりメジャー・レーベルからは興味を示されないと思っていたが、あるとき行ったショーケースで、そのときは招待していなかったワーナー・ブラザース・ナッシュビルのディレクターであったジム・エド・ノーマンの目に留まり、その後すぐに契約を果たした。1988年3月にア・カペラで歌われたアルバム『TAKE 6』をリリース。このアルバムはビルボードの「インスピレイショナル・チャート」、「スピリチュアル・チャート」、「ジャズ・チャート」にランクインし、ステラー・アウォーズで「コンテンポラリー・グループによるベスト・パフォーマンス」部門と「ネスト・ニュー・アーティスト」部門を獲得、更にNAACPイメージ・アワードにもノミネート、翌年のグラミー賞にて「ベスト・ソウル・ゴスペル」、「ベスト・ジャズ・パフォーマンス」を獲得、また「ベスト・ニュー・アーティスト」にもノミネートされた。同年に来日公演を果たした。
以後快作を多く出し、1990年、1991年、1992年、1995年、1998年、2003年のグラミー賞も勝ち取った。
1991年にはマーヴィン・ウォーレンがプロデューサーへの道に進むため脱退し、代わりにマーク・キブルの弟のジョーイ・キブルが加入した。新メンバーを選定の際、クロードの実弟、歌手デビュー前のブライアン・マックナイトも候補に挙げられた。
2005年に自社レーベル「Take 6 Records」を設立し、日本での販売レーベルをエイベックスのレコード会社に移し、アルバム『フィールズ・グッド』を発表。日本先行発売となっている。またこの国内盤にはボーナストラックとして、テレサ・テンの「時の流れに身をまかせ」のカバー・ナンバー「Flowing With Time」 (スバル・アウトバックCMソング) が収録されている。
セドリック・デントはミドルテネシー州立大学にて教授も務めており、2004年よりライブ・ツアーに同行する機会は少なく、代替としてクリスチャン・デントリーが参加。グループは2008年3月にヘッズ・アップと契約、9月にスタンダードをカバーしたアルバム『ザ・スタンダード』を、2010年には3枚目のクリスマス・アルバムとなる『ワンダフル・タイム』を発表。これらアルバムでは引き続きセドリックが参加している。2011年5月にセドリックは正式に脱退し、クリスチャンがメンバーとして加入した。2012年にはシャナキーよりアルバム『ワン』を発表。
日本では、『筑紫哲也NEWS23』の初期に金曜第2部で放送されていたコーナー「真夜中トーク」のテーマソングにも採用されていた。2001年にはJ-FRIENDSの「ALWAYS (A SONG FOR LOVE)」にコーラスで参加している。
2019年松田聖子の『SEIKO JAZZ 2』のプロデュースを担当。

## メンバー
2011年現在のメンバーは
- クロード・マックナイト（Claude V. McKnight III クロード V. マクナイト 三世）
- マーク・キブル (Mark Kibble)
- デイヴィッド・トーマス (David Thomas)
- アルヴィン・チーア (Alvin Chea)
- ジョーイ・キブル (Joey Kibble)
- クリスチャン・デントリー (Khristian Dentley)

最初期はマーヴィン・ウォーレン (Mervyn Warren)が参加していたが、マーク・キブルの弟であるジョーイ・キブルと交代。2011年には度々ツアーに参加できないでいたセドリック・デント (Cedric Dent)の代替をしていたクリスチャン・デントリーが正式に参加した。

## ディスコグラフィ

### スタジオ・アルバム
- 『TAKE 6』 - Take 6 (1988年、Warner Alliance)
- 『ソー・マッチ・トゥ・セイ』 - So Much 2 Say (1990年、Warner Alliance)
- 『ヒー・イズ・クリスマス』 - He Is Christmas (1991年、Reprise)
- 『ジョイン・ザ・バンド』 - Join the Band (1994年、Reprise)
- 『ブラザーズ』 - Brothers (1996年、Reprise)
- 『ソー・クール』 - So Cool (1998年、Reprise)
- 『ウィ・ウィッシュ・ユー・ア・メリー・クリスマス』 - We Wish You a Merry Christmas (1999年、Reprise)
- 『ビューティフル・ワールド』 - Beautiful World (2002年、Warner Bros.)
- 『フィールズ・グッド』 - Feels Good (2006年、Take 6 Records)
- 『ザ・スタンダード』 - The Standard (2008年、Heads Up)
- 『ワンダフル・タイム』 - The Most Wonderful Time of the Year (2010年、Heads Up)
- 『ワン』 - One (2012年、Shanachie)
- Believe (2016年、Sono)
- Iconic (2018年、Sono)

### ライブ・アルバム
- 『TAKE6 ライヴ』 - Tonight: Live (2000年、Reprise)
- The Summit - Live On Soundstage (2018年、BMG) ※with マンハッタン・トランスファー

### コンピレーション・アルバム
- 『ベスト・オブ・TAKE 6』 - Best of Take 6 (1995年、Warner Music Japan) ※国内独自企画
- 『グレイテスト・ヒッツ』 - Greatest Hits (1998年、Reprise)

## グラミー賞
| 楽曲またはアルバム                                | 受賞年 | 賞                                                               |  |
| ------------------------------------------------- | ------ | ---------------------------------------------------------------- |  |
| Take 6                                            | 1989   | Best Soul Gospel Performance by a Duo or Group, Choir or Chorus  |  |
| "Spread Love"                                     | 1989   | Best Jazz Vocal Performance, Duo or Group                        |  |
| "The Savior Is Waiting"                           | 1990   | Best Gospel Vocal Performance by a Duo or Group, Choir or Chorus |  |
| So Much 2 Say                                     | 1991   | Best Contemporary Soul Gospel Album                              |  |
| He Is Christmas                                   | 1992   | Best Jazz Vocal Performance                                      |  |
| Join the Band                                     | 1995   | Best Contemporary Soul Gospel Album                              |  |
| Brothers                                          | 1998   | Best Contemporary Soul Gospel Album                              |  |
| "Love's in Need of Love Today" with Stevie Wonder | 2003   | Best R&B Performance by a Duo or Group with Vocal                |  |